# Łukasz Adamski (historyk)
Łukasz Adamski (ur. 1981) – polski historyk, publicysta, ekspert ds. Europy Wschodniej, wicedyrektor Centrum Dialogu im. Juliusza Mieroszewskiego.

## Życiorys
W 2005 ukończył studia w zakresie stosunków międzynarodowych na Wydziale Dziennikarstwa i Nauk Politycznych Uniwersytetu Warszawskiego. W 2011 uzyskał stopień doktora w Instytucie Historii PAN na podstawie pracy Mychajło Hruszewski i jego poglądy na Polskę i Polaków (promotor: Jerzy Borejsza, recenzenci: Andrzej Walicki i Maciej Janowski). W latach 2006–2011 pracował w Polskim Instytucie Spraw Międzynarodowych jako analityk, a następnie kierownik grupy badawczej ds. stosunków bilateralnych Polski w Europie. Od 2011 pracownik Centrum Polsko-Rosyjskiego Dialogu i Porozumienia, od 2016 wicedyrektor tej instytucji, przekształconej ustawą Sejmu z 7 lipca 2022 r. w Centrum Dialogu im. Juliusza Mieroszewskiego.  W 2014 był sprawozdawcą Specjalnej Misji Obserwacyjnej OBWE na Ukrainie. Od 2018 członek Polsko-Ukraińskiego Forum Partnerstwa. W 2018 nie został wpuszczony do Rosji, gdzie uznano go za persona non grata.
W pracy naukowej zajmuje się m.in. problematyką stosunków polsko-ukraińskich oraz polsko-rosyjskich w wymiarze historycznym i współczesnym, a także zagadnieniami procesów narodowotwórczych i polityki pamięci. W 2011 został laureatem nagrody Przeglądu Wschodniego. 

## Wybrane publikacje
- Nacjonalista postępowy. Mychajło Hruszewski i jego poglądy na Polskę i Polaków, Wydawnictwo Naukowe PWN, Warszawa 2011
- Myślą i słowem. Polsko-rosyjski dyskurs ideowy XIX w., Łukasz Adamski, Sławomir Dębski (red.), CPRDiP, Warszawa 2014
- Wbrew królewskim aliansom. Rosja, Europa i polska walka o niepodległość w XIX wieku, Łukasz Adamski, Sławomir Dębski (red.), CPRDiP, Warszawa 2016
- O ziemię naszą, nie waszą. Ideowe aspekty procesów narodowotwórczych w Europie Środkowej i Wschodniej, Łukasz Adamski (red.), CPRDiP, Warszawa 2017
- Sowieci a polskie podziemie 1943–1946. Wybrane aspekty stalinowskiej polityki represji, Łukasz Adamski, Grzegorz Hryciuk, Grzegorz Motyka (red.), CPRDiP Warszawa 2017
- Circles of the Russian Revolution. Internal and International Consequences of the Year 1917 in Russia, Łukasz Adamski, Bartłomiej Gajos (eds), Routledge, 2019
- Kręgi rewolucji. Rok 1917 w Rosji, Łukasz Adamski, Bartłomiej Gajos (red.), Warszawa 2019
- Wołyń i Galicja Wschodnia pod okupacją niemiecką, Łukasz Adamski, Grzegorz Hryciuk (red.), Warszawa 2019
- Wołyń i Galicja za drugiego Sowieta, Łukasz Adamski, Grzegorz Hryciuk (red.) Warszawa 2019
- Miotła Stalina. Polska północno-wschodnia i jej pogranicze w czasie obławy augustowskiej w 1945 roku, Łukasz Adamski, Grzegorz Hryciuk i Grzegorz Motyka (red.), Warszawa 2019